# Cartwrights Hill (Nueva Gales del Sur)
Cartwrights Hill es un suburbio del noreste de Wagga Wagga, Nueva Gales del Sur, Australia. Está ubicado inmediatamente al oeste del suburbio industrial de Bomen, lo que, debido al cambio de Bomen hacia industrias más pesadas, llevó a que se detuviera el desarrollo del suburbio. El Red Steer Hotel/Motel está situado en Cartwrights Hill.

## Historia
Cartwright's Hill lleva el nombre de Thomas Cartwright y su familia, quienes eran los propietarios originales de la tierra. Thomas Cartwright llegó a Nueva Gales del Sur como preso a bordo del transporte Royal Admiral, que llegó a Australia en 1834. Pasó sus primeros años en Australia en las áreas de Yass e Illawarra y recibió un perdón condicional en 1847.
El 26 de junio de 1841 se casó con Catherine Gormly en la escuela Goondarin en el condado de Camden mediante amonestaciones y con el consentimiento del gobernador. Los padres de Catalina, dos hermanos y una hermana murieron en una inundación en 1852 en Gundagai.
Los Cartwright se mudaron al distrito de Wagga Wagga a fines de la década de 1850. Trabajaban como pastores en la zona.
En septiembre de 1859-1860, Thomas fue arrestado y juzgado por el asesinato de Catherine durante una borrachera en la que la golpeó muchas veces en la cabeza con una pala de fuego. Fue declarado culpable de homicidio involuntario y sentenciado a dos años de trabajos forzados en la cárcel de Darlinghurst.